# 及川啟
及川啟，日本男性動畫師、動畫演出家、動畫導演。代表作有擔任導演的《南家三姊妹 歡迎回家》、《果然我的青春戀愛喜劇搞錯了。續》、《這個美術社大有問題！》、《賽馬娘Pretty Derby》及《極道超女》。

## 來歷
AIC出身。1996年的OVA《超人力霸王超鬥士激傳》擔任動畫一職以來，在電視動畫《HUNTER×HUNTER》和《櫻花大戰》等作品僅負責原畫。從2006年的電視動畫《不可思議星球的☆雙胞胎公主》開始，也參加許多動畫作品的演出作業。2009年的《南家三姊妹 歡迎回家》是及川第一次擔任導演的作品。目前以feel.動畫作品的參加製作為中心。

## 作風
在擔任導演的作品經常大量加入個人的搞笑元素和台詞，本人表示之所以加入這些搞笑元素，是因為受到搞笑團體鴕鳥俱樂部搞笑風格的影響。

## 作品列表

### 電視動畫
1997年
- 吸血姬美夕（－1998年，原畫、動畫檢查）
- 大運動會（－1998年，原畫、音樂素材）

1998年
- 爆走兄弟Let's & Go!! MAX（原畫）
- 羅德斯島戰記 -英雄騎士傳-（原畫）

1999年
- 變形金剛Neo（日语：ビーストウォーズネオ 超生命体トランスフォーマー）（原畫）
- HUNTER×HUNTER (1999年版)（－2001年，原畫）
- 平行世界物語（日语：デュアル!ぱられルンルン物語）（原畫）
- 課長王子（原畫）
- 此時此刻的我（－2000年，原畫）

2000年
- 櫻花大戰 (TV動畫)（原畫）
- 袖珍女侍小梅（原畫）

2001年
- 破邪巨星G彈劾凰（原畫）
- 棋魂（－2003年，原畫）

2002年
- 火影忍者（－2007年，原畫）
- 笑園漫畫大王（原畫）
- 拜託了☆老師（原畫）

2003年
- 拜託了☆雙子星（原畫）
- 急救超人兵團（原畫）
- 萬花筒之星 嶄新之翼（－2004年，原畫）

2004年
- 花右京女侍隊 La Verite（分鏡、作畫監督、原畫、ED分鏡）
- 2×2忍傳（日语：ニニンがシノブ伝）（分鏡、作畫監督、原畫）
- 校園迷糊大王（－2005年，原畫）

2005年
- 絕對少年（原畫）
- 雙戀 Alternative（原畫、OP分鏡）
- 蜂蜜與四葉草（原畫）

2006年
- 不可思議星球的☆雙胞胎公主（－2007年，分鏡、演出）
- 砂沙美☆魔法少女俱樂部（分鏡、演出）
- 星際海盜（演出、原畫）

2007年
- 羅密歐×茱麗葉（分鏡、演出）
- 藍蘭島漂流記（分鏡、演出）
- 初音島II（首席演出）

2008年
- 初音島II Second Season（首席演出、分鏡、演出、OP&ED分鏡）

2009年
- 南家三姊妹 歡迎回家（導演[2]、分鏡、演出）
- 加奈日記（分鏡、演出、ED分鏡）
- KIDDY GiRL-AND（－2010年，分鏡、演出）

2010年
- 守護貓娘緋鞠（分鏡）
- kiss×sis（分鏡）
- 祝福的鐘聲（助理導演、分鏡、演出）

2011年
- 我們沒有翅膀（分鏡）
- 迷茫管家與膽怯的我（分鏡）
- 未來日記（－2012年，分鏡）

2012年
- 要聽爸爸的話！（助理導演、分鏡、演出、ED分鏡）
- 女子落語（分鏡、演出）
- 就算是哥哥，有愛就沒問題了，對吧（分鏡、演出）

2013年
- 南家三姊妹 我回來了（分鏡、演出、ED分鏡）
- 我的妹妹哪有這麼可愛。（分鏡）
- 萌萌侵略者 OUTBREAK COMPANY（導演、分鏡）

2014年
- 摩登妖怪物語（日语：くつしたがだるだるになっちゃうわけ 〜イマドキ妖怪図鑑〜）（分鏡）
- 請問您今天要來點兔子嗎？（分鏡）
- 少年好萊塢 -HOLLY STAGE FOR 49-（日语：少年ハリウッド）（分鏡、演出、第6話ED分鏡）
- 妖怪手錶（－2018年，分鏡）

2015年
- 果然我的青春戀愛喜劇搞錯了。續（導演[3]、分鏡、演出）

2016年
- 這個美術社大有問題！（導演[4][5]、分鏡、演出、OP分鏡）

2017年
- 月色真美（分鏡）

2018年
- 廢柴王子（日语：DAME×PRINCE）（分鏡）
- 賽馬娘Pretty Derby（導演[6]、分鏡、演出）
- 極道超女（導演[7]、分鏡[8]）

2019年
- 粉彩回憶（分鏡）
- 輝夜姬想讓人告白 ～天才們的戀愛頭腦戰～（分鏡）
- 毛球剛次郎（日语：けだまのゴンじろー）（分鏡）
- YU-NO 在這世界盡頭詠唱愛的少女（分鏡）

2020年
- 果然我的青春戀愛喜劇搞錯了。完（導演[9]）

2021年
- 賽馬娘Pretty Derby Season 2（導演[10]、分鏡）
- 因為不是真正的夥伴而被逐出勇者隊伍，流落到邊境展開慢活人生（分鏡）

2022年
- SHINE POST（導演[11]）
- 派對咖孔明（分鏡）

2025年
- 中年大叔轉生反派千金（分鏡）

### OVA
1996年
- 超人力霸王超鬥士激傳（日语：ウルトラマン超闘士激伝）（動畫）

1997年
- 妙筆小呆（日语：フォトン (OVA)）（－1999年，動畫）

1999年
- 快刀亂麻 THE ANIMATION（日语：快刀乱麻 雅）（原畫）

2000年
- JoJo的奇妙冒險 ADVENTURE（－2002年，原畫）

2004年
- 發明工坊（原畫）

2005年
- 校園迷糊大王 一學期補習（原畫）

2009年
- 南家三姊妹 甜品別腹（導演、分鏡）

2011年
- 祝福的鐘聲OVA（助理導演、『鐘聲學園』分鏡&演出）

2016年
- 普通女高中生要做當地偶像（分鏡、ED分鏡）
- 果然我的青春戀愛喜劇搞錯了。續 OVA「女孩子一定是用糖和香料以及一切美好事物所構成的。」（導演）

### 電影動畫
2000年
- 劇場版 幸運女神（原畫）

### 網路動畫
2019年
- ZENONZARD THE ANIMATION（日语：ゼノンザード）（導演[注 1]）

## 腳註